# Minuskuł 661 (Gregory-Aland)
Minuskuł 661 (wedle numeracji Gregory-Aland), ε 179 (w numeracji von Sodena) – rękopis Nowego Testamentu, pisany minuskułą na pergaminie w języku greckim. Datowany jest na wiek XI. Na liście Scrivenera rękopis znajduje się pod numerem 639.

## Opis rękopisu
Kodeks zawiera tekst czterech Ewangelii na 234 pergaminowych kartach (25 na 18 cm). Tekst pisany jest w jednej kolumnie na stronie, 20 linii w kolumnie.
Tekst podzielony został według rozdziałów (gr. κεφαλαια), których numery umieszczone zostały na lewym marginesie tekstu, a ich tytuły (τιτλοι) na górnym marginesie. Rękopis stosuje ponadto inny system podziału według mniejszych jednostek – Sekcji Ammoniusza (w Marku 234 sekcji, ostatnia w 16,9), których numery umieszczono na lewym marginesie tekstu, wraz z odniesieniami do Kanonów Euzebiusza (pod numerami Sekcji Ammoniusza).
Tablice κεφαλαια (spis treści) umieszczone zostały przed każdą Ewangelią, przed Ewangelią Jana umieszczony został portret Ewangelisty Jana. Nie posiada tablic do Kanonów Euzebiusza.
Rękopis zawiera dodatkowy materiał, tzw. "Wschodni Kanon", datowany na lata 1034-1037.

## Tekst kodeksu
Grecki tekst kodeksu przekazuje tekst bizantyjski. Hermann von Soden zaliczył go do rodziny tekstualnej K1, która jego zdaniem jest najstarszą rodziną tekstu bizantyńskiego. Kurt Aland nie zaklasyfikował go do żadnej kategorii rękopisów Nowego Testamentu.
Tekst kodeksu nie był badany według tzw. Claremont Profile Method (trzy rozdziały w Ewangelii Łukasza 1; 10; 20).
Tekst Mateusza 16,2b–3 (znaki czasu), Łukasza 22,43-44 (krwawy pot Jezusa), Jana 5,3-4 (zstępowanie anioła do Betezdy), oraz Pericope adulterae (Jan 7,53-8:11) oznakowane zostały przy pomocy asterisku (※) jako wątpliwe. Tekst Marka 16,9-20 nie posiada numerów sekcji Ammoniusza, ani numerów κεφαλαια (rozdziały) na marginesie.

## Historia
Kodeks datowany jest obecnie na wiek XI wiek. Przywieziony został ze Wschodu do Berlina, wraz z innymi rękopisami. Rękopis przechowywany był w Berlinie w Pruskiej Bibliotece Narodowej, pod numerem katalogowym Graec. quarto 67. Rękopis badany był przez Kirsopp Lake i Silva Lake. W roku 1887 kodeks widział Gregory.
Kiedy pod koniec 1943 roku wzrosła częstotliwość bombardowań Berlina, Pruska Biblioteka Narodowa wysłała część swoich zbiorów (wśród nich minuskuł 661) z Berlina na Śląsk, dla ich bezpiecznego przechowania. W rezultacie powojennych zmian granic zbiory te znalazły się w Polsce i zostały przewiezione do Biblioteki Uniwersytetu Jagiellońskiego.
Kodeks przechowywany jest obecnie w Bibliotece Jagiellońskiej, w kolekcji "Fonds der Berliner Handschriften" (Graec. quarto 67), w Krakowie.